# Gears of War: Judgment
『Gears of War：Judgment』（ギアーズ・オブ・ウォー ジャッジメント）は、People  Can FlyとEpic Gamesが開発し、Microsoft Studiosが2013年3月19日にXbox 360向けに北米で発売した軍事SFサードパーソン・シューティングゲーム。本作は『Gears of War』シリーズのスピンオフであり、フランチャイズ全体の前日譚となる。
2012年6月4日、マイクロソフトはE3 2012中の同社の記者会見で『Gears of War：Judgment』の開発を発表した。その後、デビュートレーラーを公開し、今後のマルチプレーヤー機能をデモンストレーションを行った。マイクロソフトの発表に先立ち、ゲームジャーナリストは『Gears of War：Judgment』の出来事の時系列はフランチャイズの他作品よりも前の出来事であり、前編ではデイモン・ベアードとオーガスタス・コールが主人公とした前日譚であると判断していた。
『Gears of War：Judgment』は、シリーズ過去作程の評価は得られなかったが、批評家からは好意的な評価を得た。批評家達は、ゲームのマルチプレイモード、ビジュアル、アクションを強みとして挙げたが、シングルプレイキャンペーンのストーリーや長さ、本作がシリーズのゲームプレイに革新をもたらさなかったことを批判した。2013年8月までに100万本以上を販売した。
日本でのみ、一部のディスク版ソフトにGears of Warのダウンロードコード、Xbox Live Gold四か月分の利用コード（および2日分のLive Gold体験用コード）を添付した豪華版が発売された。

## ゲームプレイ
シリーズ過去作と同様に、『Gears of War：Judgment』は、「肩越し」の視点とカバーシステムを備えたサードパーソン・シューティングゲームである。
メインキャンペーンは6つのチャプターに分かれており、チャプターごとに数ミッションある。非常に大規模で開かれた環境を使用したシリーズの以前のゲームとは異なり、ストーリーのミッション毎に舞台は異なっており、以前のミッションの舞台に戻ることはできない。各ミッションはプレイヤーによるキル数、ヘッドショット、ギブ数などのいくつかの基準で採点され、最大で3つのスターが与えられる。各ミッションでは、制限時間の設定や使用可能な武器の制限などの特定の条件を課す難しい設定がオプションで用意されており、設定をオンにする（ゲーム内では機密を開示と表現）ことでスコアが上がる。 スターを40個獲得すると、『Gears of War 3』のサイドストーリーである1章構成の「顛末」キャンペーンがアンロックされる。「顛末」は、『Gears of War：Judgment』のキャンペーンで採用されていたスターシステムやより難しい設定がない。

### マルチプレイヤー
『Gears of War：Judgment』には2つの新マルチプレイモード「OverRun」と「Free-for-All」が収録されている。ゲームには8つのマップ（そのうちの4つはOverRun専用マップで、他の4つはCOG対COG専用である（ブルーチーム対レッドチーム））と、4種類のゲームモードが用意されている。手榴弾を壁に仕掛ける機能、アクティブリロードによるダメージ増加、ショットガンとライフルの両方を戦闘に持ち込む機能などのシリーズの主要なマルチプレイ機能もいくつか変更されたが、最後の機能はファンの不満を受けてFree-For-Allを除くすべての標準的な対人マルチプレイモードで復活した。しかし「Excution」モードは、ゲーム開始から2週間後に無料DLCとして復活し、2つの無料マップが追加されることが確認された。

## あらすじ

### 設定
ゲームのストーリーは、COG軍事法廷での審理中に天才メカニックのデイモン・ベアード中尉と彼のチーム（元スラッシュボール選手のオーガスタス・コール、オニキスガードの士官候補生ソフィア・ヘンドリック、元UIR兵士のガロン・パドック）による回想形式で展開される。審問はベアードによるライトマスミサイルの無許可使用による死刑のために行われ、ベアードの証言が始まると、ゲームはローカストが人類の領土を制圧し、セラを支配しようとしだしたE-day早期のキロ分隊にフラッシュバックする。

### プロット
キロ分隊は、エズラ・ルーミス大佐によってさまざまな犯罪の裁判にかけられ、彼らの行動を説明する機会が与えられる。
命令を受けて、キロ分隊はハルボベイの旧市街部分にいるコンボイを調査したが、コンボイは破壊されていた。キロは敵と戦いつつ旧市街を通って軍事栄光博物館に向かい、そこで数百体のローカストを引き連れて進軍する恐ろしいローカスト将軍カーンと彼が乗るシボレスに遭遇する。ルーミス大佐に連絡して、士官候補生のソフィア・ヘンドリックはカーンを排除するために強力な兵器「ライトマスミサイル」の使用を提案するが、ルーミスに一蹴されてしまう。カーンの危険性を理解したキロは命令に背いてソフィアの案をとにかく実行することを決意し、オニキスガードアカデミーに移動し、そこでロボット型のミサイルの照準ビーコン（後にデイモン・ベアード中尉がトロイと名付けた）を見つけて保護した。トロイを確保したキロはミサイルの発射に必要なコードを取得しようと、ミサイルの開発者エリオット教授の邸宅があるシーショアヒルズに移動する。迫撃砲で邸宅を砲撃していた周辺のローカスト軍を掃討した後、邸宅内に入ったキロはトロイに発射コードのダウンロードを任せ、ダウンロード中に邸宅に押し寄せるローカスト軍を撃退してトロイを守った。発射コードを取得したキロはミサイル自体があるオニキスポイントの島に移動し、現地に定着したローカスト軍と戦いつつミサイルの発射準備を整えた後、カーンが罠を仕掛けようとしている博物館に舞い戻った。旧市街の屋上で戦うキロはミサイル誘導の為にトロイを敵の懐へと送り込んだ後、ルーミスに計画を実行したら処刑すると脅されながらも、ベアードは博物館に向けてライトマスミサイルを発射し、博物館を吹き飛ばして数百体のローカストを殺した（恐らくその中にカーンもいたと思われた）。その後、キロは屋上でのローカストの大規模攻撃を凌ぎきったが、彼らの元にヘリで到着したルーミスに逮捕されてしまう。
現在、ルーミスは分隊を処刑する準備をしている際にローカストが法廷に侵入してきた。とりわけルーミスを嫌っているガロン・パドック二等兵に命を救われたルーミスは法廷から逃げていった。キロが法廷を出て近くにあるヘリ「キングレイヴン」に向かいつつ戦い、道中で出会ったルーミスと共にレイヴンに到達すると、カーンはライトマスミサイルの攻撃を生き延びており、レイヴンを破壊してキロとルーミスを攻撃するが、戦いの末カーンが乗っていたシボレスの殺害に成功する。ルーミスは重傷を負ったカーンを処刑した後、キロを不起訴にすると告げたが、ベアードを中尉から二等兵に降格させた。
「顛末」キャンペーンは『Gears of War 3』中が舞台であり、ベアードとコールはクレイトン・カーマインと共にアズラ攻撃のための船と援軍を求めてハルボベイに戻った。そこで彼らは、最初の戦いの後でソフィアと一緒にCOGを去り、COGとUIRの両方のメンバーが共存し誰も過去を詮索しないコミュニティをハルボベイの廃墟に設立したパドックに出会う。彼は3人をアズラに連れて行くことができる船へと案内することに同意した。彼らが廃墟の街を通り抜けて、パドックの仲間がいる荒廃したイマルジョンの精製所に向かう際に分隊はローカストと衝突した。ようやく精製所に到着したグループだったが、そこに生きている人間はおらず、フォーマー（ランベント人間）の群れで占められていた。フォーマーと戦いながら精製所の屋上へと到達した彼らがそこからフレアを打上げ、フレアを見た街の別の場所に移動したパドックの仲間の生存者が迎えのレイヴンを彼らの元へと寄越してきたが、レイヴンに乗る前にパドック達はローカストとランベントの熾烈な攻勢を阻止しなければならなかった。ローカスト達を撃退した彼らはレイヴンに乗り込み、パドックは彼らを都市の氾濫した部分に連れて行き、そこでは『Gears of War 2』でのジャシント沈没による津波でホテルの屋上に船が打ち上げられていた。部隊は警察署の武器庫から爆発物を収集し、ベアードはホテルの複数の柱に爆発物を設置する間、コール達は彼を援護した。残念ながら爆発物はホテルを崩壊させられず、チームは別の計画を考えなければならなくなった。ホテルのレストランに入り、ベアードは3つのガスバルブを開いてガスを建物内に放出させた後、手榴弾でガスを爆発させ、コール、パドック、カーマインはジップラインを使用して建物から降りた。今回は努力が奏功し、建物が崩壊して船が水面へと戻った。ベアードはパドックに彼らの計画を説明し、一緒に来るように頼むが、パドックは彼が恋愛関係にあったソフィアがギアの集団に誘拐されたことで、以前にも増してCOGを憎むようになったため、申し出を拒否し、お互いに憎み合いたくなければもう合わない方がいいとベアードに告げてその場を去った。ベアード、コール、カーマインは船に乗ってアズラに向けて出航し、ゴラスニ軍と協力してマーカス達が島を襲撃するのを手伝った。

## マーケティング
ティム・スウィーニーによると、『Gears of War：Judgment』の開発に6000万ドルの費用がかかったという。GameSpotは、ウォルマートのWebサイトで本作を予約注文したゲーマーが『Gears of War 2』または『Gears of War 3』のいずれかを追加費用なしで入手できることを確認した。他の場所でゲームを予約注文したすべての顧客は、初代『Gears of War』のダウンロードコードと、武器「クラシックハンマーバースト」およびプレイ可能なマルチプレイヤーキャラクタースキンのダウンロードトークンを受け取れる。
プレイヤーは「VIPシーズンパス」を購入することで、永続的な経験値2倍ブーストと、6つの新しいマルチプレイヤーマップ、2つのモード、5つの武器スキン、4つのアーマースキン、2つのキャラクタースキンを含む2つの追加拡張への早期アクセスを得られる。

## ダウンロードコンテンツ
- 2013年3月29日、ダウンロードコンテンツ（DLC）第一弾「Haven DLCパック」が無料リリースされた（マクシム協賛により期間限定で無料配信された[13][14]）。本DLCにはマルチプレイマップ「Haven」と、各チームが時間切れになる前に相手チームの一掃を目指す新マルチプレイモード「Execution」が収録されている。シーズンパスの購入者は経験値3倍ブーストを受け取れた[15][16]。
- 2013年4月19日、Epicはマップパック第二弾『武器マスター DLCパック』を発表した[17]。マップパックは2013年4月23日にシーズンパス購入者のみに先行発売され、2013年4月30日に一般発売された。DLCには、2つの新しいマルチプレイヤーマップ「Blood Drive」と「Boneyard」、OverRunの新マップ「Terminal」、新モード「Master at Arms」が収録されている。この新モードでは、近接攻撃や手榴弾の戦術に頼ることなく、利用可能な20種類の武器のそれぞれでキルすることが目標となる[18][19]。
- 2013年5月10日、 Epic Gamesは拡張パック第三弾「Dreadnought」が2013年5月15日からダウンロード可能になることを明らかにした（マクシム協賛により期間限定で無料配信）[20]が、DLCは1日前の2013年5月14日にリリースされた。本DLCにはOverRunモード用の新マルチプレイヤーマップ「Dreadnought」が収録されている[21]。
- 2013年5月16日、Epic Gamesは第四弾となる最終マップパック「Lost Relics」が6月に利用可能になると発表した。DLCには非常に異なる役割を持つ2つのチームで対戦する新マルチプレイモード「Breakthrough」が収録されている。一方のチームは設定された場所に届けなければならない旗を持ち、相手チームは純粋に防御的な役割を担い、リソースは無制限である。攻撃側のチームは敵チームの防御線を突破し、ライフが尽きる前に旗を届ける必要がある。DLCには3つのマルチプレイ新マップ「Checkout」「Lost City」「Museum」と、OverRun用の新マップ「Ward」が収録されている[22]。DLCはシーズンパス保有者向けに2013年6月18日にリリースされ[23]、一般向けには2013年6月25日にリリースされた[24]。

## 評価
本作はレビュアーから肯定的なレビューを得ており、レビュー収集サイトのMetacriticで平均79/100のレビュースコアを獲得した。GameSpotは本作に7.5/10のスコアをつけた。Giant Bombは、本作のキャンペーンは「（Gears of Warの）公式にいくつかの興味深い方法で捻りを加えているが、それ以外はフルプライスの小売製品としてはかなり薄いと感じる」と述べ3/5のスコアを付けた。IGNはゲームのスコアを9.2/10とし、ゲームを「素晴らしい」と表現した。レビュアーは本作を「素晴らしい闘争の素晴らしい前日譚」と述べた。 

### 販売
Cowen and Companyによると、『Gears of War：Judgment』の初月販売数は42万5000本と、『Gears of War 3』の2011年9月の売上200万本に比べて約5分の1と非常に悪かった。米国では、本作は『BioShock Infinite』と『トゥームレイダー』に次いで三番目に売れた。2013年8月、『Gears of War：Judgment』の売上が100万本をわずかに超えることが明らかになった。

## ノート
- Matulef (2012年8月30日). “Gears of War: Judgment writers on what makes the series special and how to improve it”. Eurogamer. 2012年8月31日閲覧。